# Diplocaulobium cervicaliferum
Diplocaulobium cervicaliferum là một loài thực vật có hoa trong họ Lan. Loài này được (J.J.Sm.) P.F.Hunt & Summerh. mô tả khoa học đầu tiên năm 1961.